# Times (álbum)
Times es el primer álbum de estudio del músico británico SG Lewis. Fue publicado el 19 de febrero de 2021 por Virgin EMI y PMR Records. Cuenta con apariciones especiales de Rhye, Lucky Daye, Nile Rodgers, Frances, Robyn, Channel Tres y Lastlings.

## Composición
Times es un álbum de música disco, con influencias en dance-pop, house, chillwave, electropop y funk.

## Promoción
El sencillo principal del álbum, «Chemicals», fue publicado el 24 de abril de 2020. Un video lírico de la canción fue publicado en el canal de YouTube del artista el mismo día. Alex Robert Ross de The Fader la describió como “una tocada de verano junto a la piscina, incluso si estás encerrado dentro”, mientras que Rachel Kupfer de EDM la llamó “optimista y maravillosa”. En un comunicado de prensa, el músico dijo: “[la canción] se trata de ser convencido de probar algo nuevo por alguien de quien estás enamorado, y las emociones que siguen [...] Se trata de sentirte impotente sabiendo el control que esa persona tiene sobre ti, pero sabiendo que en el fondo amas ese hecho”. Un vídeoclip, dirigido por Yousef, fue publicado el 22 de mayo de 2020.

## Lista de canciones
Todas las canciones producidas por Samuel George Lewis, excepto donde esta anotado.  

| Lista de canciones de Times |                                                    | |                                                  |          |  |
| N.º                         | Título                                             | Escritor(es) | Productor(es)                                    | Duración |  |
| 1.                          | «Time» (featuring Rhye)                            | Samuel George Lewis Orlando Higginbottom Julian Bunetta Michael Milosh Dennis Lambert Duane Hitchings Franne Golde | Lewis Totally Enormous Extinct Dinosaurs Bunetta | 4:19     |  |
| 2.                          | «Feed the Fire» (featuring Lucky Daye)             | Lewis Matthew Johnson David Brown Dustin "Dab" Bowie                                                               |                                                  | 4:05     |  |
| 3.                          | «Back to Earth»                                    | Lewis Finlay Robson Jay Mooncie                                                                                    |                                                  | 4:01     |  |
| 4.                          | «One More» (featuring Nile Rodgers)                | Lewis John Ryan Bunetta Nile Rodgers                                                                               | Lewis Bunetta Rodgers                            | 3:16     |  |
| 5.                          | «Heartbreak on the Dancefloor» (featuring Frances) | Lewis Sophie Frances Cooke                                                                                         |                                                  | 3:15     |  |
| 6.                          | «Rosner's Interlude»                               | Lewis |                                                  | 1:08     |  |
| 7.                          | «Chemicals»                                        | Lewis Stephanie Jones Bunetta Chad Hugo                                                                            | Lewis Bunetta Hugo                               | 4:15     |  |
| 8.                          | «Impact» (featuring Robyn and Channel Tres)        | Lewis Higginbottom Robin Miriam Carlsson Sheldon Young                                                             | Lewis Totally Enormous Extinct Dinosaurs         | 4:44     |  |
| 9.                          | «All We Have» (featuring Lastlings)                | Lewis Amy Dowdle Joshua Dowdle                                                                                     |                                                  | 6:50     |  |
| 10.                         | «Fall»                                             | Lewis Cooke Higginbottom                                                                                           |                                                  | 4:17     |  |

## Posicionamiento

### Gráfica semanal
| Gráfica (2021)                      | Pico de posición |
| ----------------------------------- | ---------------- |
| Lituania (AGATA)                    | 77               |
| Escocia (Scottish Albums Chart)     | 31               |
| Reino Unido (UK Albums Chart)       | 46               |
| Reino Unido (UK Dance Albums Chart) | 1                |

### Gráfica de fin de año
| Gráfica (2021)                       | Pico de posición |
| ------------------------------------ | ---------------- |
| Australia (ARIA Top 50 Dance Albums) | 46               |

## Historial de lanzamiento
| Región | Fecha                 | Formato                                 | Discográfica | Ref.                        |
| ------ | --------------------- | --------------------------------------- | ------------ | --------------------------- |
| Varios | 19 de febrero de 2021 | CD LP casete Descarga digital streaming | Virgin EMI   | [ 28 ] [ 29 ] [ 30 ] [ 31 ] |